# Gotthardt Kuehl
Gotthardt Kuehl, né le 28 novembre 1850 à Lübeck et mort le 9 janvier 1915 à Dresde, est un peintre impressionniste allemand.

## Biographie
Kuehl étudie à l'académie des beaux-arts de Dresde de 1867 à 1870, puis à l'académie royale de Bavière à Munich. Il habite ensuite à Paris pendant onze ans de 1878 à 1889 et voyage en Italie et aux Pays-Bas pour voir les toiles de maîtres.
Il peint souvent des intérieurs empreints de poésie. Il s'est adjoint au tournant du siècle aux peintres de l'école de Goppeln.
Il est nommé professeur à l'académie des beaux-arts de Dresde en 1895. Il fonde en 1902 l'association d'artistes Elbier. Il demeure à Dresde, jusqu'à la fin de sa vie. Il est enterré au cimetière de Tolkewitz (de) à Dresde.
Ses œuvres sont visibles dans plusieurs musées d'Allemagne.

## Œuvres dans les collections publiques
En Allemagne
- Dresde, Collections nationales : Les Quais de Paris, vers 1880, huile sur toile[1].

## Galerie

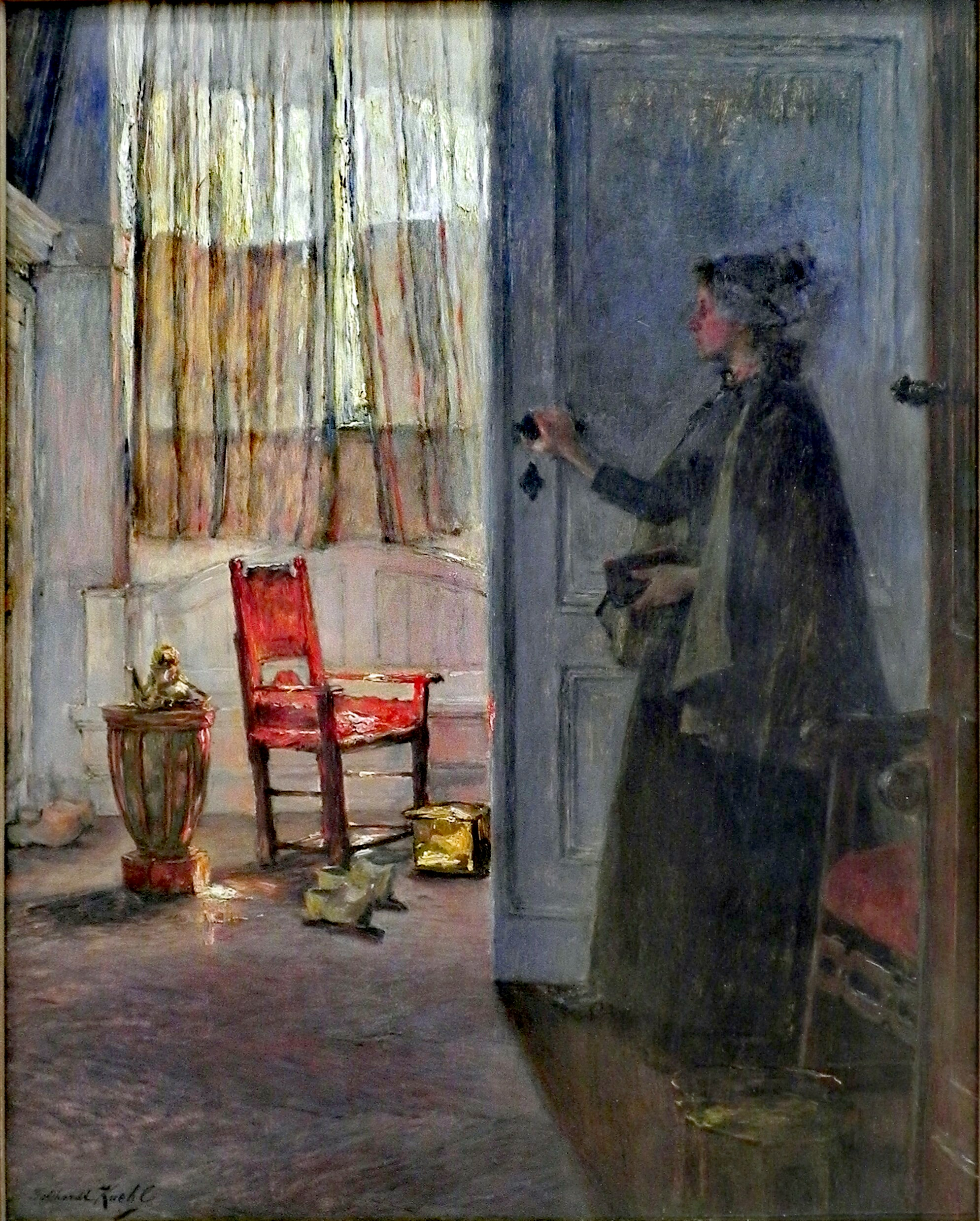
La Visite, Hanovre, musée de Basse-Saxe.
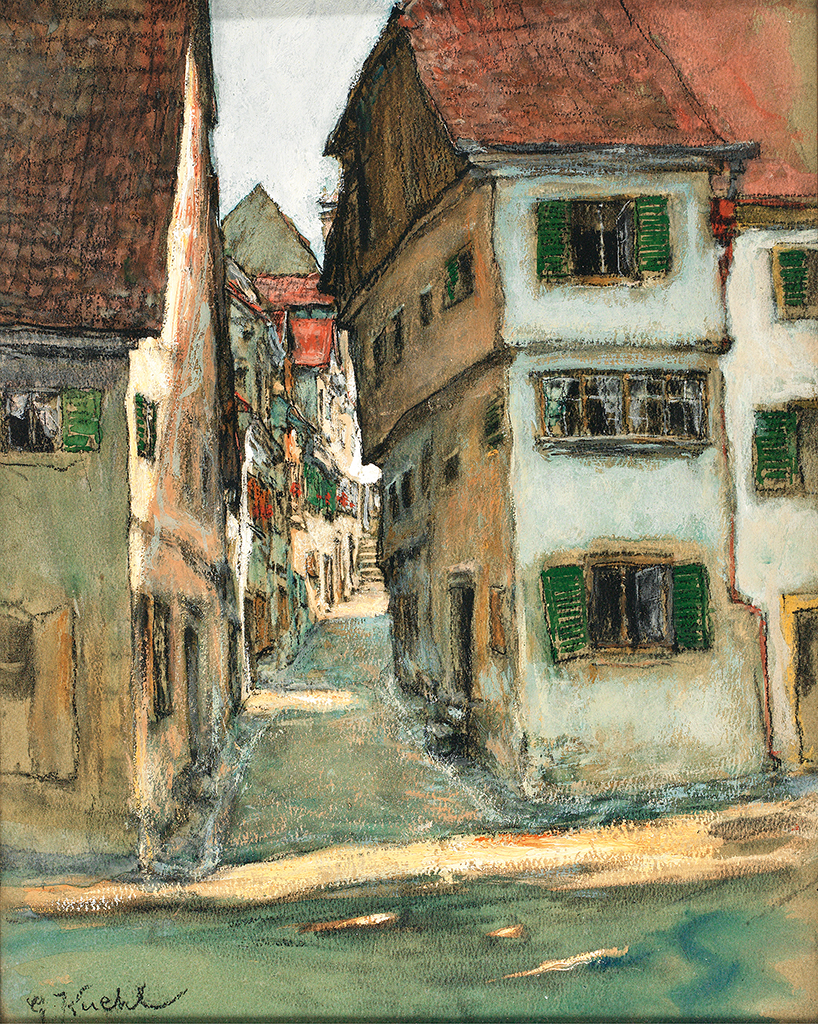
Malerische Gasse (attribution), localisation inconnue.
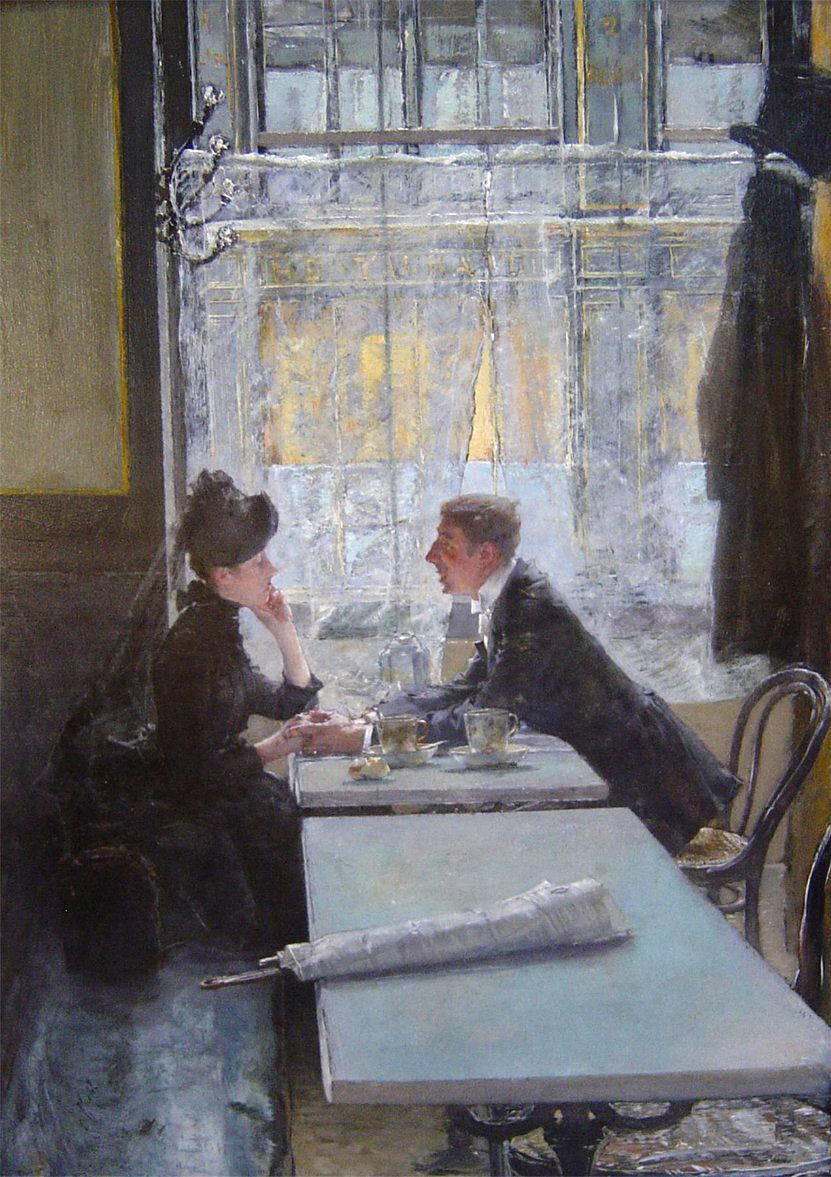
Amants dans un café (attribution), localisation inconnue.